# Сан-Галли, Франц Карлович
Франц Карлович Сан-Галли (собственно Франц Фридрих Вильгельм Сан-Галли, нем. Franz Friedrich Wilhelm San-Galli; 26 февраля (9 марта) 1824, Каммин, ныне Камень-Поморский — 17 (30) июля 1908, Санкт-Петербург) — российский заводчик и предприниматель прусско-немецкого происхождения. Действительный статский советник.

## Биография
Родился 26 февраля (9 марта) 1824 в старинном городке Каммин в провинции Пруссии — Померании. Фамилия Сангалли имеет итальянские корни. Его дед Бальтазар Сан-Галли (Carl Balthasar Innocentius San Galli, 1755—1818) был скульптором, родившимся в итальянском городе Павия. В 1778 году во время прусско-австрийской войны за Баварский престол он попал в прусский плен и таким образом оказался в Штеттине. Прославился как скульптор при дворе прусского главнокомандующего генерал-фельдмаршала фон Мёллендорфа и получил прусское подданство. В 1785 году по состоянию здоровья из-за инвалидности вышел на пенсию, окруженный почётом и уважением. Его сын Йоганн Карл (Johann Carl San Galli) в качестве волонтёра принял участие в наполеоновских войнах уже в составе прусской армии и дослужился до чина унтер-офицера уланского полка. Впоследствии занимал должность главного таможенного инспектора Штеттина.

Франц Фридрих (будущий Франц Карлович) начал своё образование в штеттинской гимназии. Кроме того он получал дома частные уроки по английскому, французскому, танцам, фехтованию, верховой езде и т. п. Летние каникулы он обычно проводил охотясь в полях и лесах вокруг хутора своего отца. Согласно собственноручно написанной биографии, наибольшее влияние на формирование его характера оказала его мать. Она привила ему следующие добродетели:
Üb´ Wahrheit, Fleiss und Schneidigkeit, leb´ mit den Deinen in Einigkeit. — Практикуй честность, трудолюбие и сноровку, живи в согласии с самим собой
, а также: 
Es ist kein Meister vom Himmel gefallen, aber Übung macht den Meister. — Мастерство не падает с неба, но трудолюбие делает мастером
Когда Францу исполнилось 17, его отец умер, оставив скромное наследство, пенсию и вдову с 6 детьми. Франц поступил на работу в новооснованную оптовую фирму, торгующую российскими товарами.
В 1843 году Санкт-Петербургскому филиалу фирмы требовался молодой помощник и таким образом 19-летний Франц-Фридрих оказался в России. Его жалование составляло 100 рублей ассигнациями или 50 рублей золотом. «Слишком мало чтобы выжить, но слишком много чтобы не умереть с голоду» — шутил впоследствии Франц Сан-Галли.

В это время он выбрал себе жизненным принципом американскую поговорку 
Take your aim, go ahead, never mind. — Держись своей цели, шагай вперёд, что бы ни случилось
Он перешел работать в другой торговый дом в отдел экспорта, где ему пришлось курсировать пароходом «Adler» между Стокгольмом, Хельсинки, Ревелем и Петербургом. Затем он, благодаря знакомству и дружбе с сыном хозяина фабрики, перешел в литейно-механическую компанию англичанина Франца Берда, где проработал 8 лет.

### Организация собственного дела

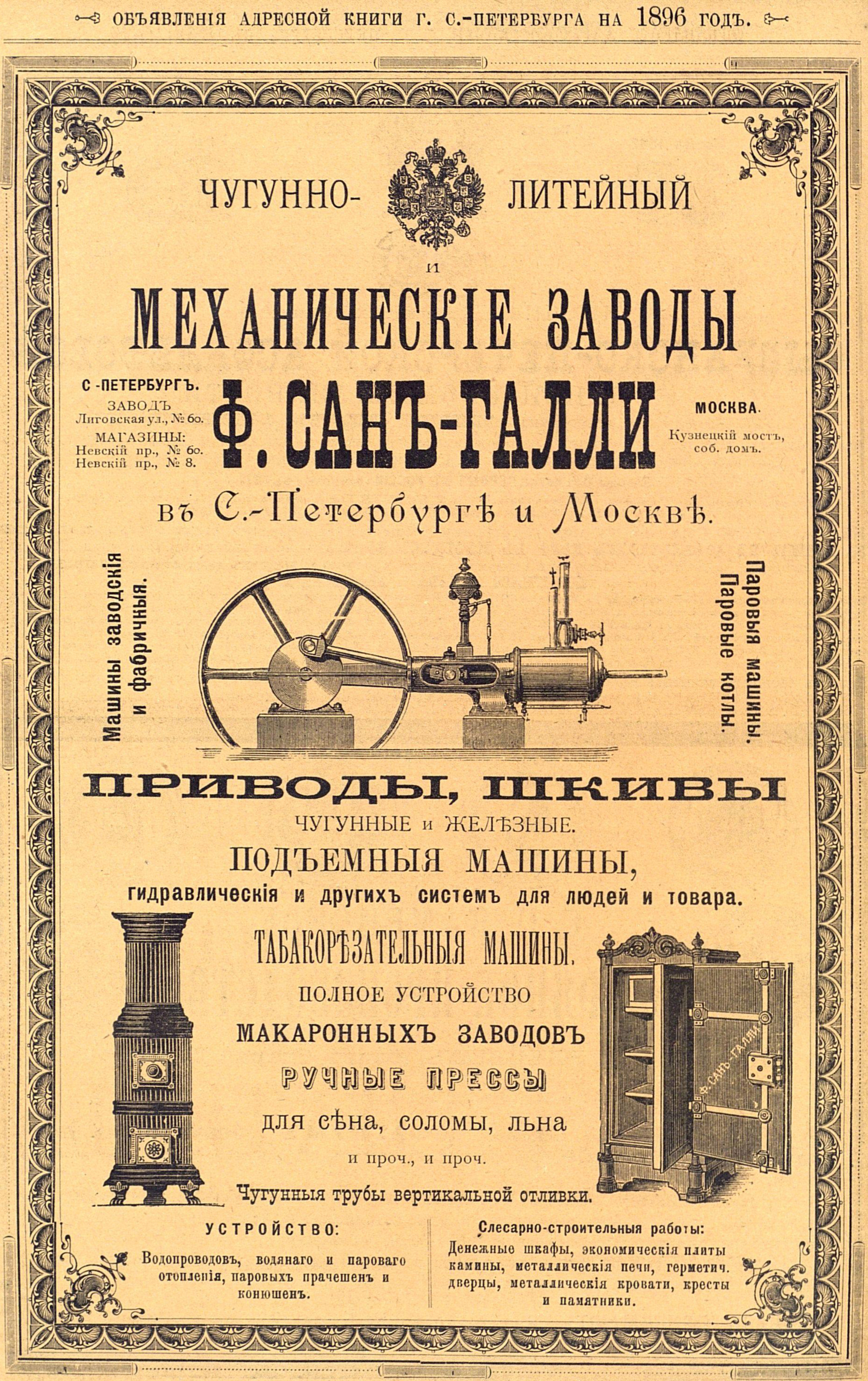
Реклама заводов Сан-Галли, 1896 год

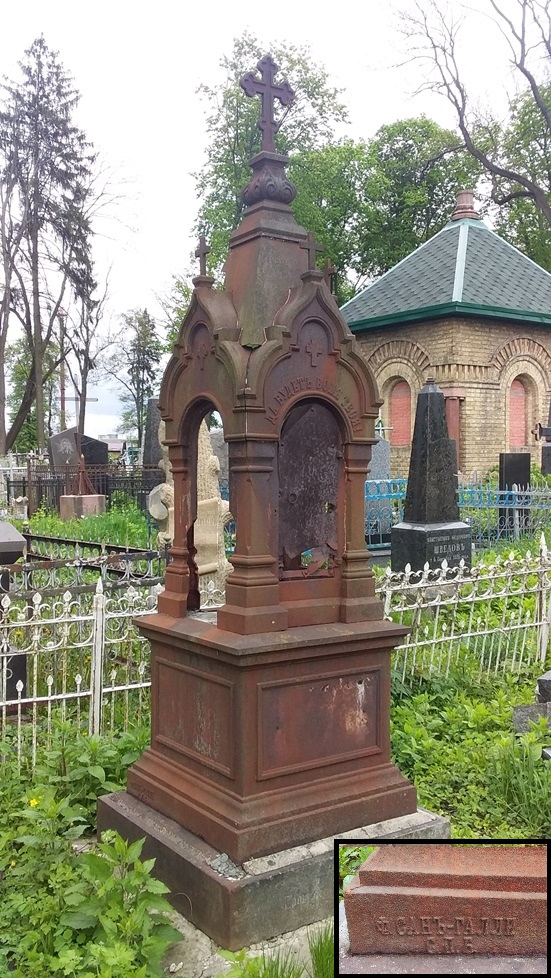
Надгробие на Русском кладбище г. Житомира

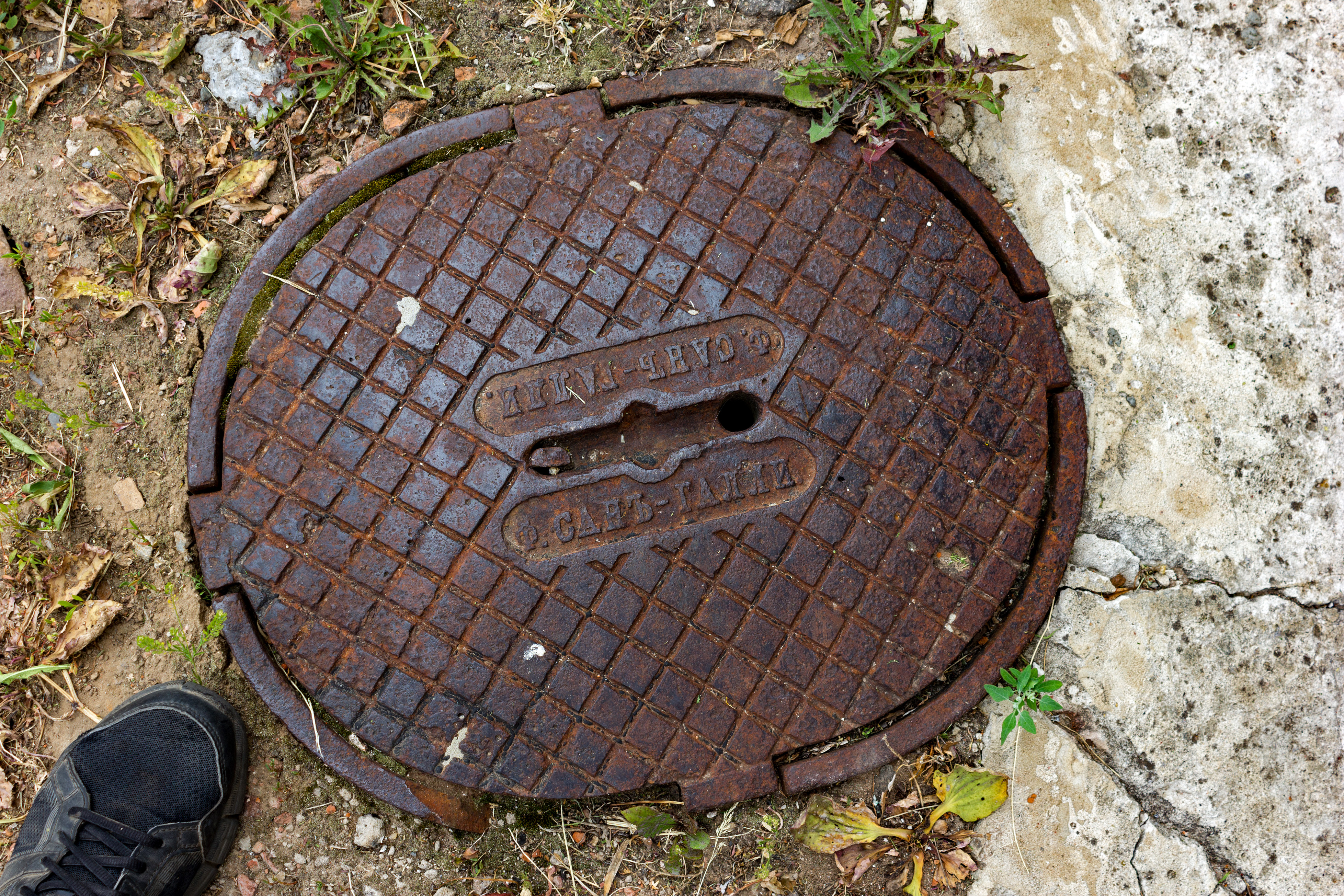
Люк производства предприятий Сан-Галли

В 28 лет Франц Сан-Галли накопил достаточный жизненный опыт и решил сделать решительный шаг своей жизни — жениться и основать собственное дело. Его супругой стала Софья Александровна, единственная дочь известного и богатого купца Розинского. В 1851 году стал российским подданным.
Так как Франц Сан-Галли не имел собственного капитала, он занял 1000 рублей у знакомого под 6 % годовых. В 1853 году он нанял 12 слесарей и жестянщиков и открыл на Лиговском проспекте мастерскую по производству каминов, мисок и металлических кроватей, а на Невском проспекте открыл магазин. Через несколько лет мастерская выросла до фабрики с 1000 рабочих, предприятие специализировалось на выпуске оборудования для водоснабжения, отопления зданий и канализации, появился жилой посёлок для работников фабрики и филиал в Москве. К концу XIX века владел в Петербурге чугунолитейным и механическим заводами, двумя магазинами на Невском проспекте.
Известен, прежде всего, как изобретатель в 1855 году радиатора отопления. Занимался также художественным литьём и газовым освещением Петербурга. Владел домами: № 8 на Невском проспекте, № 58—66 на Лиговском проспекте. В 1880 году приобрёл и по проекту архитектора Алексея Мартынова перестроил торговый центр в Москве на Кузнецком Мосту, получивший название Пассаж Сан-Галли.
Был удостоен почётного звания мануфактур-советника, чина действительного статского советника (1889). Был членом совета торговли и мануфактур при департаменте торговли и мануфактур Министерства финансов, членом Санкт-Петербургского столичного по фабричным делам присутствия, Петербургского общества архитекторов.
В 1891—1895 годах был членом правления Санкт-Петербургского частного коммерческого банка.
Имел награды: орден Святой Анны 2-й степени (1883).
Был похоронен в Санкт-Петербурге на Тентелевском кладбище (уничтожено в 1930-х годах).